# Trần Trọng Vũ
Pour les articles homonymes, voir Tran (homonyme).
Trần Trọng Vũ est un artiste-peintre vietnamien né en 1964 à Hanoï. Il vit et travaille en France depuis 1990. Il est fils du poète Trần Dần et le conjoint de l'écrivaine Thuân.
Son travail, au-delà de l’esthétisme, témoigne de l’obsession d’un passé qui se prolonge, de la dérision politique et humaine. Il peint sur les grandes feuilles de plastique transparent puis les installe dans l’espace pour créer des œuvres en trois dimensions. Ses réalisations suscitent une participation du public, une complicité ou au moins une acceptation d’entrer dans l’œuvre. Les visiteurs y cherchent leur chemin dans le transparent, entre les images, les figures, les couleurs, et se comportent comme s’ils étaient sur une scène. Son travail se joue sur des effets visuels et psychologiques provoqués par son labyrinthe virtuel de l’image…
Il reçoit « Le Prix Pollock-Krasner », pour la saison 2011-2012, avec une dotation de 20 000 US$, attribué par la Fondation Jackson Pollock - Lee Krasner à New York.

## Créations représentatives
- La chambre pluviale, 1999.
- Blue Memory, Arizona State University Art Museum, 2004[3].
- Viva la politica, premier prix à la Biennale Australia, 2006.
- The illusion of war Casula Powerhouse, 2009.
- Correspondance d'un homme seul Espace Ecureuil la Fondation pour l'Art Contemporain, Toulouse, 2011.